# Ralph Towner
Ralph Towner, född 1 mars, 1940 i Chehalis, Washington, är en amerikansk gitarrist. Han spelar även piano, synthesizer, percussion och trumpet. Han har gjort inspelningar inom jazz, klassisk musik, folkmusik och världsmusik. 
Towner började sin karriär som en konservatoriumutbildad klassisk gitarrist. Senare ingick han i världsmusikpionjären Paul Winters "Consort"-ensemble i slutet av 1960-talet. Tillsammans med vännerna Paul McCandless, Glen Moore och Collin Walcott lämnade Towner Winter Consort år 1970 för att skapa gruppen Oregon, som spelade en mixad stil av folkmusik, indisk musik, och avant-garde jazz. Under samma tid började Towner ett långvarigt samarbete med det inflytelserika skivbolaget ECM, som har gett ut alla Towners album ända sedan hans debutskiva Trios/Solos från 1973 med Glen Moore. Towner har också medverkat på ett flertal album som ackompanjatör, kanske mest känt på Weather Reports jazz fusion-album I Sing the Body Electric, från 1972.
Towner bor nu i Rom, Italien.

## Diskografi
- 1973 - Trios/Solos — med Glen Moore
- 1973 - Diary
- 1974 - Matchbook — med Gary Burton
- 1975 - Solstice
- 1976 - Sargasso Sea — med John Abercrombie
- 1977 - Solstice - Sound and Shadows
- 1978 - Batik
- 1979 - Old Friends, New Friends
- 1979 - Solo Concert
- 1982 - Five Years Later — med John Abercrombie
- 1983 - Blue Sun
- 1984 - Works
- 1986 - Slide Show — med Gary Burton
- 1989 - City of Eyes
- 1992 - Open Letter
- 1994 - Oracle — med Gary Peacock
- 1996 - Lost and Found
- 1997 - Ana
- 1998 - A Closer View — med Gary Peacock
- 2001 - Anthem
- 2006 - Time Line
- 2008 - From a Dream — med Slava Grigoryan och Wolfgang Muthspiel